# برايان جونسون (لاعب كرة قدم بريطاني)
برايان جونسون (بالإنجليزية: Brian Johnson)‏ (21 أكتوبر 1955 في المملكة المتحدة - ) هو لاعب كرة قدم بريطاني في مركز جناح ‏. لعب مع نادي بليموث أرجايل ونادي توركي يونايتد.